# Egy ház, három család
Az Egy ház, három család (eredeti cím: The House) 2022-ben bemutatott brit stop-motion technikával készült animációs filmvígjáték, amelyet Emma de Swaef, Marc James Roels, Niki Lindroth von Bahr és Paloma Baeza rendezett.
Egyesült Királyság és Magyarország 2022. január 14-én a Netflixen mutatták be.

## Cselekmény

### 1. történet
Az 1800-as évek végén egy Mabel nevű fiatal lány apjával, Raymonddal, anyjával, Pennyvel és újszülött húgával, Isobellel viszonylagos szegénységben él. A gazdag, leereszkedő rokonok látogatása után Raymond részegen kóborol éjszaka az erdőben, és találkozik a titokzatos építésszel, Mr. Van Schoonbeekkel. Másnap reggel Van Schoonbeek alkalmazottja, Mr. Thomas meglátogatja a családot, és meggyőzi Raymondot és Pennyt, hogy fogadják el Van Schoonbeek ajánlatát, és költözzenek be a számukra ingyenesen épített új, fényűző házba.
Miután a család beköltözik, Mabel több furcsa dolgot is észrevesz a házon és a folyamatosan átalakító munkásokon, de szüleit megbabonázza a ház és a benne lévő luxus. Raymond egyre inkább a ház kandallójának megszállottjává válik, amelyet  nem gyújt be, míg Penny egyre több időt tölt a függönyök varrásával. Mabel még jobban elkeseredik, amikor szülei olyan Van Schoonbeek által tervezett ruhákat vesznek fel, amelyek hasonlítanak az általuk imádott bútorokra (egy székre és függönyökre).
Egy éjszaka a házat felfedezve Mabel és Isobel eltévednek a ház labirintusában, és végül a csüggedt Thomasba botlanak. Részegen és szégyenkezve Thomas bevallja, hogy színész, aki a Van Schoonbeek által megadott forgatókönyvet követi. Eközben Raymondnak végre sikerül tüzet gyújtania azzal, hogy elégeti a család régi holmiját, köztük apja székét és Mabel babaházát. Amikor a nővérek végre újra találkoznak a szüleikkel, Raymondot és Pennyt bútorokká változtatva találják - Raymondot székké, Pennyt pedig függönnyé. Miközben a tűz egyre jobban terjed, a szülők menekülésre buzdítják lányaikat. Mabel és Isobel a függönyök segítségével kimásznak az ablakon, miközben szüleik élve égnek, és elmenekülnek, mielőtt a napfelkeltekor távolról figyelik a füstölgő házat.

### 2. történet
A történet a 2000-es évek végén játszódik, egy antropomorf patkányok által lakott világban, és a ház most egy fejlett városi utcában helyezkedik el, és hamarosan eladásra kerül. A ház kivitelezője nemrég elbocsátotta a teljes építőbrigádját, hogy csökkentse a költségeket, és minden munkát magának kell elvégeznie. Amikor felfedezi, hogy a házat szűcsbogarak és lárvák fertőzték meg, bőséges mennyiségű bórsavval próbál megszabadulni tőlük, de eredménytelenül.
A megtekintés napján a vendégeket nem nyűgözi le a ház, de egy furcsa arányú házaspár marad, akik erős érdeklődést fejeznek ki a ház megvásárlása iránt. Mivel a kivitelező nem akarja megkockáztatni az eladást, megengedi nekik, hogy itt töltsék az éjszakát. A következő napokban a furcsa pár a házban marad, a poloskák visszatérnek, a bank pedig folyamatosan követeli a kivitelező üzleti hitelének visszafizetését. A kivitelező úgy dönt, hogy nem kényezteti tovább a házaspárt, csakhogy a család több tagja is megjelenik, akik be akarnak jutni a házba. Megpróbálja felhívni a rendőrséget, akik ehelyett elmarasztalják, amiért állandóan, túlságosan bizalmasan telefonál a fogorvosának, akiről azt hitték, hogy a partnere. A fogorvos kész bíróság elé vinni a kivitelezőt is, ha az újra telefonál neki.
A kivitelező a végsőkig elkeseredve megpróbál bórsavat használni a házaspár ellen, de belélegzi  és elájul. Túléli, de katatón állapotba kerül. A házaspár elhozza a kivitelezőt a kórházból, és hazaviszi, ahol a családja üdvözli őt, akik közül sokan már további végtagokkal rendelkeznek. Az utolsó jelenetben a család feldúlja a ház belsejét – felmászik a falakon, és mindent átrág. A kivitelező, aki visszafejlődött állatias intelligenciára, rövid időre előbújik a kemence maradványaiból, hogy szemetet egyen, mielőtt visszavonul a föld alá.

### 3. történet
Egy apokaliptikus árvíz sújtotta világban, amelyet antropomorf macskák laknak, a házat víz veszi körül, amely folyamatosan emelkedik. Rosa, a háziúr, aki a házban töltött gyermekkorának emlékeit dédelgeti, arról álmodik, hogy a házat visszaállítja régi fényében. Anyagi gondokkal küzd; egyetlen bérlői, a halász Elias és a hippi Jen pedig a ragaszkodása ellenére sem fizetnek lakbért; a nő következetesen figyelmen kívül hagyja a vízszint emelkedésével kapcsolatos próbálkozásaikat.
Amikor Jen "szellemi társa", Cosmos (egy mesterember) látogatóba érkezik, Rosa felkérte, hogy dolgozzon a házon; de dühösen veszi tudomásul, hogy a férfi ehelyett a ház padlódeszkáit tépi szét, hogy csónakot építsen Eliasnak. Miközben Cosmos Rosa akarata ellenére folytatja a ház átépítését, Rosa vitatkozik Eliasszal; mérges, hogy a férfi el akar menni, míg a férfi azzal vádolja, hogy fél ugyanezt tenni. Később elindul a rögtönzött csónakkal.
Miközben a víz és a köd tovább növekszik, Jen Cosmosszal együtt készül elhagyni a házat, álomszerű transzba ejti Rosát, amelyben Rosa látja, hogy a ház elpusztult, és a barátai elhagyják őt. A látomásból felébredve látja, hogy Jen és Cosmos elhajóznak, és hívják, hogy csatlakozzon hozzájuk; de a hajó túl messze van. Emlékezve egy nagy karra, amit Cosmos épített, megnyomja azt, és a házat tengerjáró hajóvá változtatja. Jen, Kozmosz és a visszatérő Elias bátorításával Rosa átveszi a házhajó irányítását, és elmenekül, miközben az árvíz lerombolja a környező alapokat, és négyen kihajóznak az óceánra.

## Szereplők
| Szerep             | Eredeti hang         | Magyar hang         |
| 1. történet        | 1. történet          | 1. történet         |
| ------------------ | -------------------- | ------------------- |
| Mabel              | Mia Goth             | Rudolf Szonja       |
| Penelope           | Claudie Blakley      | Bertalan Ágnes      |
| Raymond            | Matthew Goode        | Rajkai Zoltán       |
| Mr. Thomas         | Mark Heap            | Kerekes József      |
| Clarice néni       | Miranda Richardson   |                     |
| Georgie bácsi      | Josh McGuire         | Elek Ferenc         |
| Eleanor nagynéni   | Stephanie Cole       | Pásztor Erzsi       |
| Mr. Van Schoonbeek | Barney Pilling       |                     |
| 2. történet        |                      |                     |
| Kivitelező         | Jarvis Cocker        | László Zsolt        |
| 3. történet        |                      |                     |
| Rosa               | Susan Wokoma         | Gyöngy Zsuzsa       |
| Jen                | Helena Bonham Carter | Majsai-Nyilas Tünde |
| Kozmosz            | Paul Kaye            | Stohl András        |
| Elias              | Will Sharpe          | Ágoston Péter       |

### Magyar változat
- Magyar szöveg: Blahut Viktor
- Hangmérnök: Salgai Róbert
- Vágó; Kránitz Bence
- Gyártásvezető: Kablay Luca
- Szinkronrendező: Molnár Ilona
- Produkciós vezető: Felföldi Anna

A szinkront az SDI Media Hungary készítette el.

## A film készítése
A filmet 2020 januárjában jelentették be, a Nexus Studios londoni részlege készíti a Netflix számára. A Nexus három rendezőcsapatot állított fel, hogy egy házban három különböző családi generáció történetét meséljék el. A 2021. júniusi Annecy-i Nemzetközi Animációs Filmfesztiválon bejelentették az egyes történetek főbb szinkronszereplőit. 2021 novemberében nyilvánosságra hozták az antológia első képeit, valamint a megjelenési dátumot.